# Pomnik ofiar strajku w 1925 r. w Orłowej
Pomnik ofiar strajku w 1925 r. – pomnik upamiętniający ofiary strajku robotniczego w Orłowej.

## Historia
Na przełomie marca i kwietnia 1925 r. wybuchł strajk robotniczy w regionie ostrawskim zorganizowany przez Komunistyczną Partię Czechosłowacji i Czerwone Związki Zawodowe. Plakat z 30 marca 1925 r. informował, że górnicy, ślusarze i łucznicy (robotnicy zakładów chemicznych) biorą udział w strajku generalnym o podwyżki płac.

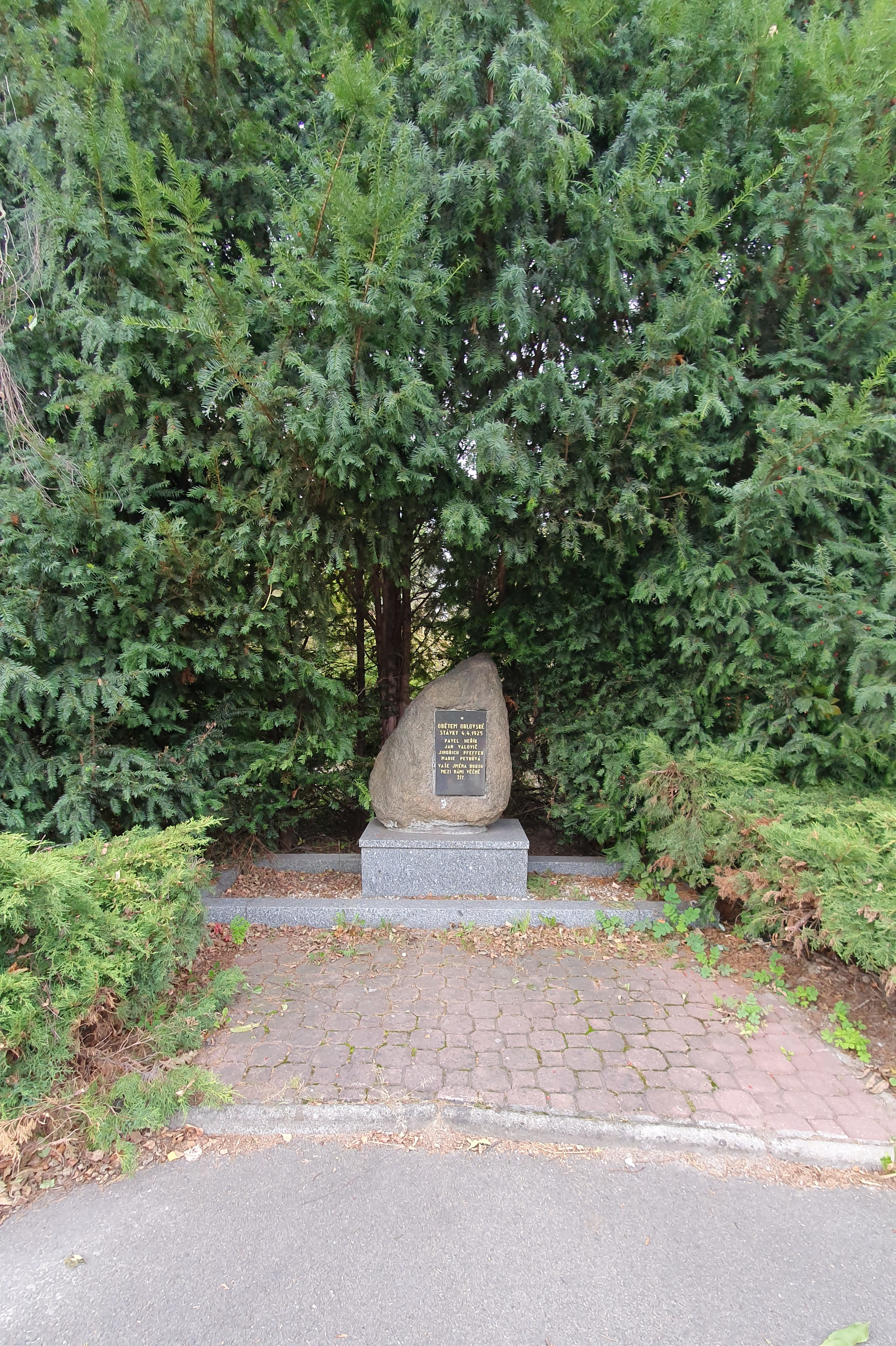
Pomnik ofiar strajku w 1925 r.

## Akcja
4 kwietnia 1925 r. z orłowskiego domu robotniczego wyszedł pochód na orłowski rynek, w celu zorganizowania strajku. Frekwencja była wysoka. Na strajk przyjechała również żandarmeria policyjna, aby zapewnić porządek. Jednak między żandarmami a tłumem wybuchły zamieszki. W wyniku strzałów żandarmów, cztery osoby zginęły: górnicy Pavel Heřík i Jan Valovič, robotnica Marie Petrová i trzymiesięczny chłopiec Jindřich Pfeffer, który został zastrzelony w ramionach matki, stojącej w otwartym okno pobliskiego domu. Strajk w rejonie Ostrawy zakończył się dwa dni później.

## Czasy dzisiejsze
W 1960 roku odsłonięto granitowy pomnik z marmurową płytą, upamiętniający wydarzenia.
Granitowy głaz zbudowany na cokole znajduje się na placu naprzeciwko ratusza na starym rynku w Orłowej- Mieście.
Jest to jedyny pomnik znajdujący się poza cmentarzem w tej części miasta.